# Kundratický potok (přítok Podkrušnohorského přivaděče)
Kundratický potok je drobný vodní tok v okresech Chomutov a Most. Potok je dlouhý 6,1 km, plocha povodí měří 42,3 km² a průměrný průtok v ústí je 0,42 m³/s. Spravuje ho státní podnik Povodí Ohře.
Potok pramení v Krušných horách v okrese Most asi 500 m západně od vrcholu Medvědí skály v nadmořské výšce 868 metrů. Na svém krátkém toku překonává výškový rozdíl přes 500 m. Teče směrem na jih údolím zvaným Velké Peklo a po necelých dvou kilometrech se do něj zprava vlévá menší potok z údolí Malého Pekla. Jižně od soutoku se zvedá Zámecký vrch (684 metrů) se zbytky hradu Nový Žeberk. Jižní stranu vrchu obtéká další drobný přítok. Asi v polovině vzdálenosti mezi tímto soutokem a Vysokou Pecí tok přehrazuje malá protipovodňová hráz. Dále potok již bez přítoků stéká Kundratickým údolím k Vysoké Peci. Hned na okraji vesnice z něj odbočuje krátký kanál, který napájí koupaliště, a vzápětí se v nadmořské výšce 330 metrů. vlévá do Podkrušnohorského přivaděče. Z místa soutoku vzápětí odbočuje betonové odlehčovací koryto, které v případě velkých průtoků převádí část vody do přeložky Vesnického potoka. Původně se vléval do řeky Bíliny.